# غاماهربس
غاماهربس (بالإنجليزية: Gammaherpesvirinae)‏ هو فيروس ينتمي إلى سلالة فرعية من عائلة الفيروسات المعروفة باسم الهربس وهي عائلة كبيرة من فيروسات الدنا المعروف باسم فيروس الهربس المرتبط بساركوما كابوزي أو (فيروس الهربس المصاحب لسرطان كابوزي)

## الدورة
المراحل الرئيسية في دورة حياة غاما فيروس الهربس وهي:
- مرفق دخول الفيروسات
- حقن الحمض النووي الفيروسي من خلال النووي مجمع المسام (NPC) في النواة
- جمعية nucleocapsids وencapsidation من الجينوم الفيروسي
- اختام الابتدائي، الانغلافات من الغشاء النووي والخروج النووي
- Tegumentation واختام الثانوي في السيتوبلازم
- خروج الفايروس خارج الخلية

## وصلات إضافية
- Gammaherpesvirinae في المكتبة الوطنية الأمريكية للطب نظام فهرسة المواضيع الطبية (MeSH).

- ICTVdb Overview
- ICTVdb Details
- Taxonomic Proposals from the Herpesviridae Study Group
- Viralzone: Gammaherpesvirinae
- ICTV